# Ranunculus slovacus
Ranunculus slovacus är en ranunkelväxtart som beskrevs av Sóo. Ranunculus slovacus ingår i släktet ranunkler, och familjen ranunkelväxter. Inga underarter finns listade i Catalogue of Life.